# Anopheles dirus
Anopheles dirus là một vật chủ trung gian bệnh sốt rét ở các khu rừng châu Á. Nó thường được xem là một phức hợp loài bao gồm ít nhất 7 loài vật trung gian bệnh sốt rét sống ở rừng có quan hệ gần gũi dó đó khu vực phân bố của nó chồng lấn với các khu vực có tỷ lệ sốt rét cao và của loài kháng thuốc Plasmodium falciparum.